# Hippopsis macrophthalma
Hippopsis macrophthalma es una especie de escarabajo longicornio del género Hippopsis, tribu Agapanthiini, subfamilia Lamiinae. Fue descrita científicamente por Breuning en 1940.

## Descripción
Mide 12,5-15,9 milímetros de longitud.

## Distribución
Se distribuye por Brasil, Colombia, Ecuador, Guyana, Guayana Francesa, Perú y Surinam.